# Harry O
Harry O  è una serie televisiva statunitense in 44 episodi trasmessi per la prima volta nel corso di 2 stagioni dal 1974 al 1976. La serie seguì a due film per la televisione pilota: Such Dust as Dreams Are Made On (trasmesso l'11 marzo 1973) e Smile Jenny, You’re Dead (trasmesso il 3 febbraio 1974) entrambi con lo stesso attore protagonista, David Janssen.

## Trama
Harry Orwell è un poliziotto di San Diego costretto al ritiro quando viene colpito alla schiena da un proiettile. Per sostenere se stesso, mette in piedi un'agenzia di investigazione privata nei pressi della sua casa al mare a Coronado Island, a San Diego. Viene aiutato occasionalmente dal tenente Manny Quinlan. Verso la fine della prima stagione l'ambientazione della serie si sposta a Santa Monica, in California, a causa degli alti costi di produzione delle riprese a San Diego. Harry rimette in piedi l'agenzia nei pressi di una nuova casa al mare (da qualche parte lungo la Pacific Coast Highway tra Santa Monica e Malibù), mentre Quinlan resta ucciso, e il tenente Trench, interpretato da Anthony Zerbe (che poi ha vinto un Primetime Emmy Awards per il suo ruolo nella serie) diventa il suo nuovo contatto con la polizia del dipartimento di Santa Monica.
Altri personaggi includono l'attraente vicina di casa di Harry, e poi fidanzata, Sue Ingram (interpretata da Farrah Fawcett), il sergente Don Roberts, assistente del tenente Trench, Lester Hodges, un maldestro investigatore privato, il sergente Frank Cole, e  Spencer Johnson, il meccanico frustrato di Harry.

## Personaggi
- Harry Orwell (45 episodi, 1973-1976), interpretato da	David Janssen.
- tenente Manuel 'Manny' Quinlan (14 episodi, 1974-1975), interpretato da	Henry Darrow.
- tenente K.C. Trench (14 episodi, 1975-1976), interpretato da	Anthony Zerbe.
- sergente Don Roberts (8 episodi, 1975-1976), interpretato da	Paul Tulley.
- Sue Ingham (8 episodi, 1974-1976), interpretata da	Farrah Fawcett.
- Lester Hodges (6 episodi, 1973-1976), interpretato da	Les Lannom.
- Ruby Dome (5 episodi, 1974-1976), interpretata da	Margaret Avery.
- Spencer Johnson (5 episodi, 1974-1976), interpretato da	Bill Henderson.
- sergente Frank Cole (5 episodi, 1974), interpretato da	Tom Atkins.
- Roy Bardello (4 episodi, 1973-1975), interpretato da	Mel Stewart.
- Billings (4 episodi, 1974), interpretato da	David Moses.
- dottor Samuelson (4 episodi, 1975-1976), interpretato da	Richard Stahl.
- Eileen Corby (3 episodi, 1973-1975), interpretata da	Kathleen Lloyd.
- Betsy (3 episodi, 1974-1975), interpretata da	Kathrine Baumann.
- dottor Troy (3 episodi, 1974-1976), interpretato da	Julio Medina.
- primo ufficiale (3 episodi, 1974-1975), interpretato da	G. W. Bailey.
- sceriffo Ira Rankin (3 episodi, 1974-1975), interpretato da	Lou Frizzell.
- Breda Beach (3 episodi, 1974-1975), interpretata da	Joanna Pettet.
- Clarence (3 episodi, 1974-1975), interpretato da	Hal Williams.
- Jean Parnell (3 episodi, 1975-1976), interpretata da	Susan Adams.
- Ben Loretz (3 episodi, 1975-1976), interpretato da	William Sylvester.
- Jack Woolf (2 episodi, 1974-1976), interpretato da	Michael McGuire.
- Burt Rosten (2 episodi, 1974-1976), interpretato da	Tim McIntire.
- Coleman (2 episodi, 1974-1976), interpretato da	Granville Van Dusen.
- comandante Eugene Light (2 episodi, 1974-1975), interpretato da	Fred Sadoff.
- Leon, il barista (2 episodi, 1974-1975), interpretato da	Clay Tanner.
- Jack Dawes (2 episodi, 1975-1976), interpretato da	John Rubinstein.
- P-1 (2 episodi, 1973-1976), interpretato da	Lawrence Cook.
- Mr. Olsher (2 episodi, 1974-1976), interpretato da	Jon Lormer.
- dottor Belden (2 episodi, 1973-1974), interpretato da	S. John Launer.
- Felicia Applequist (2 episodi, 1974-1976), interpretata da	Anne Archer.
- Gary 'Aces' Highman (2 episodi, 1974-1976), interpretato da	Ty Henderson.
- Bill Dempsey (2 episodi, 1974-1976), interpretato da	Richard Kelton.

## Produzione
La serie, ideata da Howard Rodman, fu prodotta da Warner Bros. Television e girata negli studios della Warner Brothers a Burbank e a Los Angeles in California. Le musiche furono composte da Billy Goldenberg.

### Registi
Tra i registi della serie sono accreditati:
- Richard Lang (18 episodi, 1974-1976)
- Jerry Thorpe (7 episodi, 1973-1976)
- John Newland (4 episodi, 1974-1975)
- Russ Mayberry (4 episodi, 1975-1976)
- Paul Wendkos (3 episodi, 1974)
- Daryl Duke (2 episodi, 1974)
- Jerry London (2 episodi, 1975-1976)
- Harry Falk (2 episodi, 1975)
- Richard Benedict
- Joseph Manduke
- Don Weis

## Distribuzione
La serie fu trasmessa negli Stati Uniti dal 1974 al 1976 sulla rete televisiva ABC (due film Tv pilota erano stati trasmessi già nel 1973 e nel 1974). In Italia è stata trasmessa su Canale 5 e su emittenti locali con il titolo Harry O.
Alcune delle uscite internazionali sono state:
- negli Stati Uniti il 12 settembre 1974 (Harry O)
- nel Regno Unito l'8 novembre 1974
- in Germania Ovest il marzo 1978  (Harry-O)
- in Italia (Harry O)

## Episodi
| Stagione         | Episodi | Prima TV USA | Prima TV Italia |
| ---------------- | ------- | ------------ | --------------- |
| Prima stagione   | 22      | 1974-1975    |                 |
| Seconda stagione | 22      | 1975-1976    |                 |